# Anders Forsse
Anders Petter Forsse, född 23 november 1924, död 6 juli 2021 i Skarpnäcks församling, var en svensk ämbetsman.
Anders Forsse utbildade sig till civilekonom på Handelshögskolan i Stockholm med examen 1948 och arbetade därefter inom utrikesdepartementet, bland annat som konsul och chargé dáffaires i Alger 1962–1963. Han var knuten till SIDA 1965–1985, bland annat som avdelningschef 1965–1974, överdirektör 1978–1979 samt generaldirektör och chef för SIDA 1979–1985. Forsse är gravsatt i minneslunden på Galärvarvskyrkogården i Stockholm.

## Utmärkelser
- Kommendör av Nordstjärneorden, 3 december 1974.[2]